# Pipistrellus (Perimyotis)
Pipistrellus (Perimyotis), es un subgénero de quirópteros, que se incluye en el género Pipistrellus de la familia Vespertilionidae.

## Especies
- Pipistrellus subflavus, F. Cuvier, (1832).